# Stéphane Freiss
Stéphane Freiss est un acteur français né à Paris le 22 novembre 1960,,.

## Biographie

### Formation
Stéphane Freiss est issu d'une famille juive française. Élevé en région parisienne, Stéphane Freiss entame des études d'histoire et d'anglais à l'université Paris-Nanterre, qu'il abandonne pour suivre une formation d'acteur au cours Yves Pignot. Il obtient en 1985 son diplôme du Conservatoire national supérieur d'art dramatique puis devient pensionnaire de la Comédie-Française.

### Carrière
Après un premier film aux côtés d'Emmanuelle Béart, Premiers Désirs, Stéphane Freiss tourne sous la direction d'Agnès Varda et de Pierre Jolivet. Il se fait remarquer en 1987 dans Chouans ! de Philippe de Broca, qui remporte un grand succès et pour lequel il obtient le César du meilleur espoir masculin en 1989. Il décroche le second rôle de La Putain du roi avec Timothy Dalton en 1990 puis enchaîne les comédies et les drames.
Dans les années 2000, il alterne le cinéma, les téléfilms et le théâtre, qui lui vaut un prix à la Nuit des Molières. Il a aussi prêté sa voix à la lecture de quelques textes de littérature, notamment aux œuvres poétiques d'Andrée Chedid.
En 2015, il est président du jury au festival du cinéma russe à Honfleur.

### Vie privée
En 1983, à l’âge de 23 ans, Stéphane Freiss est en couple avec l’actrice Macha Meril, âgée de 43 ans. Leur histoire durera presque huit ans.[réf. nécessaire]
Il partage sa vie avec Ursula depuis 1993. Ils ont trois enfants, Camille (dite Liv) née en 1996, Ruben né en 1998 et Bianca née en 2007. Le couple se sépare officiellement en 2022.
Il est, en 2024, en couple avec Delphine Horvilleur.

## Filmographie

### Réalisateur
- 2022 : Tu choisiras la vie (Alla vita)

### Acteur de cinéma

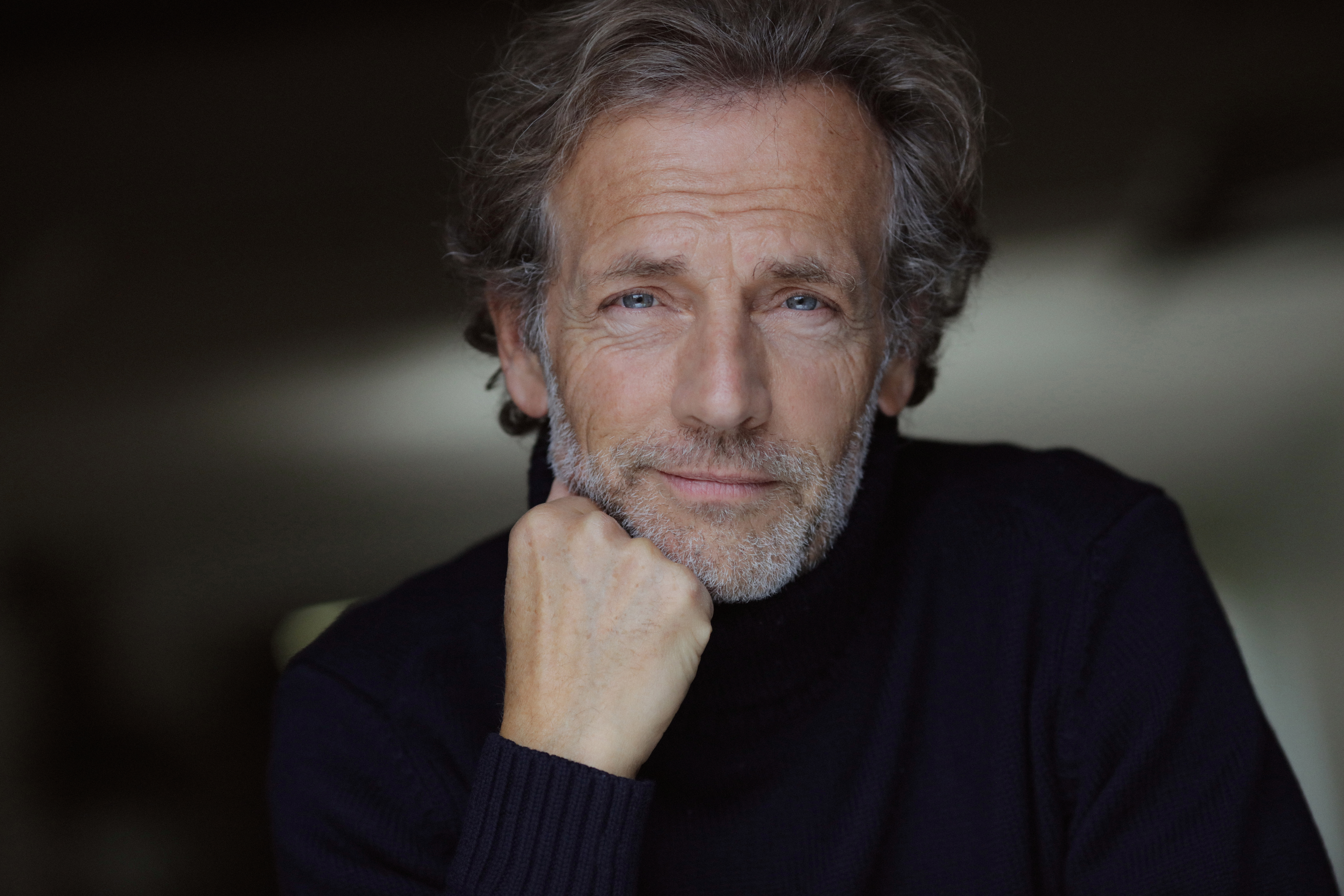
Stéphane Freiss en 2018.

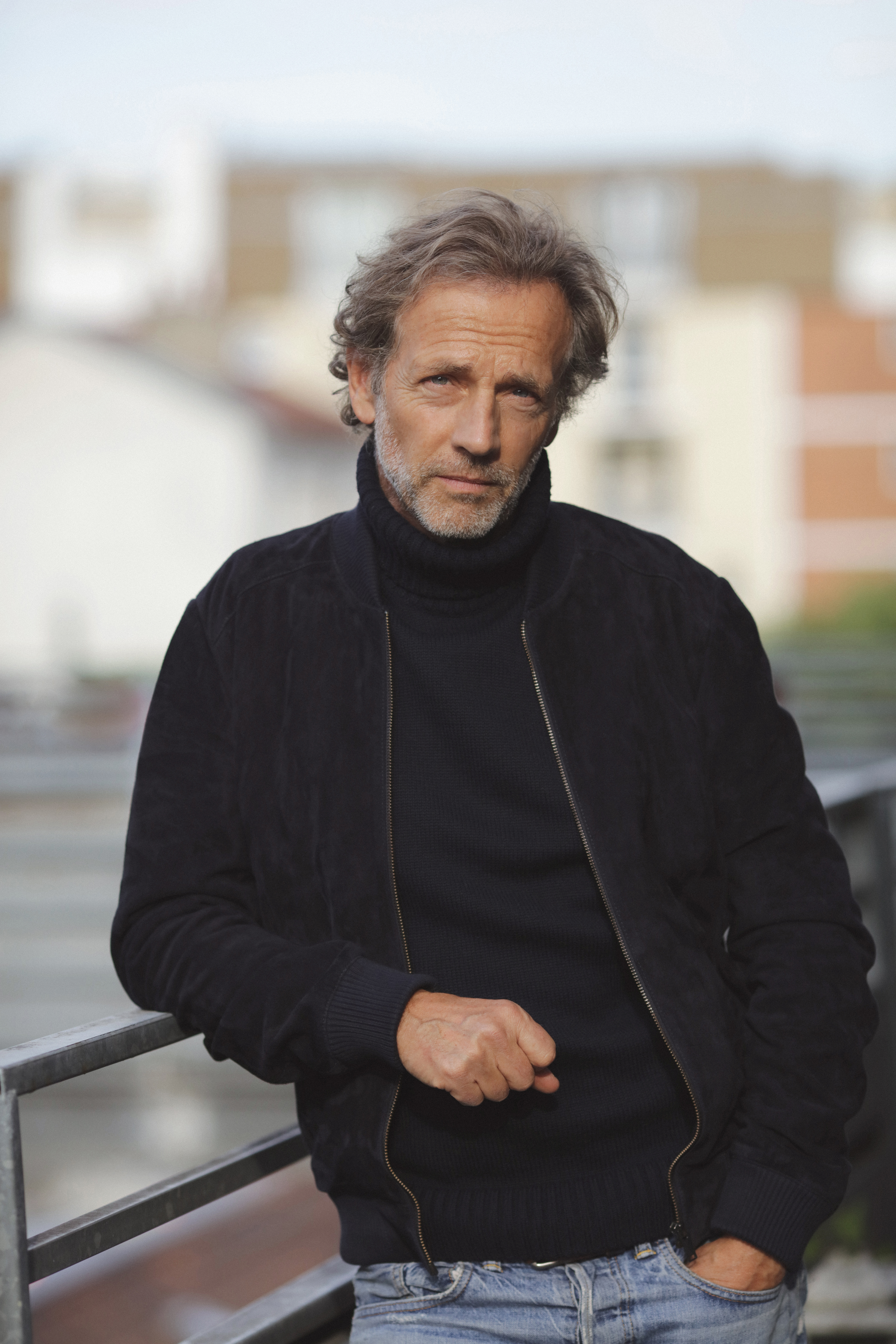
Stéphane Freiss en 2018.

- 1983 : Premiers Désirs de David Hamilton : Raoul
- 1984 : Les parents ne sont pas simples cette année de Marcel Jullian : Laurent
- 1985 : Sans toit ni loi d'Agnès Varda : Jean Pierre, ingénieur agronome
- 1986 : Le Complexe du kangourou de Pierre Jolivet : Bob
- 1989 : Chouans ! de Philippe de Broca : Aurèle
- 1989 : Les Bois noirs de Jacques Deray : Bastien
- 1990 : Les Mille et Une Nuits de Philippe de Broca : Aladin
- 1990 : La Putain du roi (The King's Whore) d'Axel Corti : Le Comte di Verua
- 1990 : La Tribu d'Yves Boisset : Olivier
- 1997 : Comme des rois de François Velle : Edek
- 1997 : Ça reste entre nous de Martin Lamotte : J.P.
- 1998 : Les Folies de Margaret (The Misadventures of Margaret) de Brian Skeet (en) : Le philosophe
- 1998 : Les Collègues de Philippe Dajoux : L'arbitre
- 1999 : Entre deux mondes (Tra due mondi) de Fabio Conversi : Loyola
- 2000 : Sulla spiaggia e di là dal molo de Giovanni Fago : Guido
- 2001 : Betty Fisher et autres histoires de Claude Miller : Edouard
- 2001 : La Grande Vie ! de Philippe Dajoux : Monsieur Philippe
- 2002 : Monsieur N. d'Antoine de Caunes : Général de Montholon
- 2003 : Wanted (Crime Spree) de Brad Mirman : Julien Labesse
- 2003 : 5×2 de François Ozon : Gilles
- 2004 : Le Grand Rôle de Steve Suissa : Maurice Kurtz
- 2006 : Je m'appelle Élisabeth de Jean-Pierre Améris : Régis
- 2006 : Munich de Steven Spielberg : Un reporter français à Munich
- 2007 : Un château en Espagne d'Isabelle Doval : Pierre Henri
- 2007 : Un certain regard de Géraldine Maillet : L'homme (court-métrage)
- 2008 : Bienvenue chez les Ch'tis de Dany Boon : Jean Sabrier
- 2008 : Ça se soigne ? de Laurent Chouchan : Fred
- 2008 : Les Dents de la nuit de Stephen Cafiero & Vincent Lobelle : Gonzague St Plécy de Barrencouille, le dandy
- 2009 : Trésor de Claude Berri et François Dupeyron : Fabrice
- 2009 : Une dernière cigarette de Géraldine Maillet : Stéphane (court-métrage)
- 2010 : Au-delà (Hereafter) de Clint Eastwood : Guillaume Belcher
- 2011 : It Is Miracul'house de Stéphane Freiss : Lui-même (court-métrage)
- 2013 : Une autre vie d'Emmanuel Mouret : Paul
- 2014 : My Old Lady d'Israël Horovitz : François Roy
- 2016 : Les Confessions (Le confessioni) de Roberto Andò : ministre français
- 2020 : La musique des oiseaux d'Isabelle Prim : Simeon Pease Cheney (court-métrage)

### Acteur de télévision
- 1983 : Vichy dancing de Léonard Keigel : François
- 1985 : Vincente de Bernard Toublanc-Michel
- 1985 : Emmenez-moi au théâtre : La Robe mauve de Valentine de Marcel Mithois : Serge
- 1985 : Tender is the night de Robert Knights : Sgt. di Ville
- 1987 : Cinéma 16 : Le Loufiat de Michel Boisrond : Gérard
- 1988 : M'as-tu-vu ? d'Éric Le Hung : Stag
- 1989 : Les Jupons de la Révolution de Vincent de Brus : Talleyrand
- 1990 : Les Cadavres exquis de Patricia Highsmith (Chillers) de Maurice Dugowson : Harry
- 1991 : Does This Mean We're Married? (Les époux ripoux, Un drôle de contrat) de Carol Wiseman : Nick
- 1992 : Una vita in gioco 2 de Giuseppe Bertolucci
- 1992 : Haute Tension d'Alain Tasma : Stéphane (épisode Les Mauvais Instincts)
- 1993 : Un otage de trop de Philippe Galland : Julien Tramont
- 1994 : L'Aquila della notte de Cinzia TH Torrini : Daniel
- 1995 : Farinet, héros et hors-la-loi d'Yvan Butler : Samuel Farinet
- 1995 : L'Amour en prime de Patrick Volson : Richard Leroy/Franck Courage
- 1995 : Ce que savait Maisie d'Édouard Molinaro : Le baron Claude
- 1996 : La Dernière Fête de Pierre Granier-Deferre : Staint-Aulin
- 1996 : Pêcheur d'Islande de Daniel Vigne : Pierre Loti
- 1997 : La Mère de nos enfants de Jean-Louis Lorenzi : Stéphane
- 1997 : Tous sur orbite ! : Voix-off
- 1997 : Le Désert de feu (Deserto di fuoco) d'Enzo G. Castellari : Jacquot
- 1998 : Clarissa de Jacques Deray : Léonard
- 1998 : Une leçon d'amour d'Alain Tasma : Marc
- 1998 : La Dernière des romantiques de Joyce Buñuel : Bruno
- 2002 : Si j'étais lui de Philippe Triboit : Léo
- 2003 : Je hais les enfants de Lorenzo Gabriele) : Bruno
- 2005 : Des jours et des nuits de Thierry Chabert : Richard Deligny
- 2005 : Petit Homme de Benoît d'Aubert : Vincent
- 2006 : Les Aventuriers des mers du Sud de Daniel Vigne : Robert-Louis Stevenson
- 2006 : Je hais les parents de Didier Bivel : Bruno
- 2006 : Les Innocents de Denis Malleval : Jean Paul Brassier
- 2006 : Je hais les vacances de Stéphane Clavier : Bruno
- 2006 : Sécurité intérieure de Patrick Grandperret : Le Commandant Simon Foucault
- 2007 : Autopsy de Jérôme Anger : Eric Mercadier
- 2008 : De Sang et d'encre de Charlotte Brändström : Capitaine Marc Simon
- 2008 : Papillon noir de Christian Faure : Richard
- 2009 : Beauté fatale de Claude-Michel Rome : Christophe Grant
- 2010 : Camus de Laurent Jaoui : Albert Camus
- 2010 - 2014 : La Loi selon Bartoli de Laurence Katrian : Le juge Bartoli (3 épisodes)
- 2013 : Myster Mocky présente de Jean-Pierre Mocky (épisode Trop froide)
- 2013 : Profilage : Le préfet Franck Carmin (saison 4, épisodes 11 et 12)
- 2014 : Ça va passer... Mais quand ? de Stéphane Kappes : Patrick
- 2014 : Profilage : Le préfet Franck Carmin (saison 5, épisode 1)
- 2014 : Jusqu'au dernier de François Velle : Marc
- 2015 : Scènes de ménages, enfin ils sortent ! : Le cousin de Liliane
- 2015 : Les Blessures de l'île d'Edwin Baily :  Gregor Gourvennec
- 2015 : Meurtres à Collioure de Bruno Garcia : Pascal Loubet
- 2016 : Le Secret d'Élise d'Alexandre Laurent
- 2017 : Nina : Dr Richard Lacombe (saison 3, épisode 9)
- 2018 : Les Disparus de Valenciennes d'Elsa Bennett et Hyppolyte Dard : Yann Tortois
- 2018 : Questo nostro amore 80 : Ettore (saison 3)
- 2018 : Noces rouges de Marwen Abdallah : Étienne
- 2019 : Le crime lui va si bien de Stéphane Kappes : Edouard Perret (pilote)
- 2019 : Prière d'enquêter de Laurence Katrian : Abbé Louis
- 2020 : Dix pour cent : Igor de Serisy (saison 4)
- 2022 : Meurtres à Pont-Aven de Stéphane Kappes : Sébastien Darosa
- 2022 : Le Village des endormis de Philippe Dajoux : Damien
- 2022 : Lame de fond de Bruno Garcia : Hervé
- 2023 : Mémoires à vif de Julie Gali : Cédric Bonfanti
- 2025 : Tout le monde ment : Martial Verner (épisode 3)

## Théâtre
- 1982 : La Ronde d'Arthur Schnitzler, mise en scène Yves Pignot
- 1983 : Les Caprices de Marianne d'Alfred de Musset, mise en scène Pierre Vielhescaze
- 1984 : L'École des femmes de Molière, mise en scène Jean Davy
- 1984 : Marx et Coca cola, mise en scène Yves Pignot, Petit Montparnasse
- 1985 : L'Illusion comique de Corneille, mise en scène Giorgio Strehler, théâtre de l'Odéon
- 1986 : Le Songe d'une nuit d'été de William Shakespeare, mise en scène Jorge Lavelli, Comédie-Française
- 1987 : La Ronde d'Arthur Schnitzler, mise en scène Alfredo Arias, Comédie-Française au théâtre de l'Odéon
- 1990 : L'Aiglon d'Edmond Rostand, mise en scène Jean-Luc Tardieu, Château de Montgeoffroy, Festival d'Anjou
- 1992 : C'était bien de James Saunders, mise en scène Stéphan Meldegg, théâtre La Bruyère
- 1993 : Passions secrètes de Jacques-Pierre Amette, mise en scène Patrice Kerbrat, théâtre Montparnasse
- 1994 : Les Libertins de et mise en scène Roger Planchon, TNP Villeurbanne, théâtre national de Chaillot
- 1998 : Variations énigmatiques d'Éric-Emmanuel Schmitt, mise en scène Bernard Murat, avec Alain Delon, théâtre de Paris
- 2000 : Trois versions de la vie de Yasmina Reza, mise en scène Patrice Kerbrat, théâtre Antoine
- 2001 : La Jalousie de Sacha Guitry, mise en scène Bernard Murat, théâtre Édouard VII
- 2004 : Brooklyn Boy de Donald Margulies, mise en scène Michel Fagadau, Comédie des Champs-Élysées
- 2008 : Détails de Lars Norén, mise en scène Jean-Louis Martinelli, théâtre Nanterre-Amandiers
- 2009 : Je t'ai épousée par allégresse de Natalia Ginzburg, mise en scène Marie-Louise Bischofberger, théâtre de la Madeleine
- 2010 : Une comédie romantique de Gérald Sibleyras, mise en scène Christophe Lidon, théâtre Montparnasse
- 2017 : Un animal de compagnie de et mise en scène Francis Veber, théâtre des Nouveautés
- 2018 : Le Fils de Florian Zeller, mis en scène par Ladislas Chollat, Comédie des Champs-Élysées
- 2019-2020 : La Promesse de l’aube de Romain Gary, lecture, mis en scène par Stéphane Freiss, théâtre de l’Atelier, théâtre de Poche-Montparnasse
- 2024 : Le Cercle des poètes disparus de Tom Schulman, mise en scène Olivier Solivérès, théâtre Antoine

## Doublage
- 1992 : Dracula (Bram Stoker's Dracula) de Francis Ford Coppola : le comte Vlad Dracul / Dracula (Gary Oldman)
- 2009 : Monstres contre Aliens (Monsters Vs. Aliens) de Conrad Vernon : le Dr Cafard
- 2009 : Bob fait la Bombe : le Dr Cafard
- 2011 : La Nuit des carottes vivantes : le Dr Cafard

## Distinctions

### Récompenses
- César 1989 : César du meilleur espoir masculin pour Chouans !
- Molières 1992 : Molière de la révélation théâtrale masculine de l'année pour C'était bien

### Nominations
- Molières 2005 : Molière du comédien pour Brooklyn Boy
- Molières 2024 : Molière du comédien dans un spectacle de théâtre privé pour Le Cercle des poètes disparus

### Décorations
- Officier de l'ordre des Arts et des Lettres Il est promu au grade d’officier le 9 juillet 2013[8].